# Zé Roberto
Zé Roberto, właśc. José Roberto da Silva Júnior (ur. 6 lipca 1974 w Ipirandze) – brazylijski piłkarz występujący na pozycji pomocnika, reprezentant kraju, wicemistrz świata.

## Kariera klubowa
Treningi piłkarskie rozpoczął jako siedmiolatek w klubie Pequeninos de Joquey, w barwach którego grał do 1993. Przeszedł następnie do Portuguesy. Od marca do grudnia 1997 występował w Realu Madryt, zdobywając mistrzostwo i Superpuchar Hiszpanii.
Na rundę wiosenną 1998 powrócił do Brazylii i występował w CR Flamengo. Jesienią tego samego roku rozpoczął występy na boiskach Bundesligi, do 2002 w Bayerze 04 Leverkusen, następnie w Bayernie Monachium. W barwach klubu z Monachium wywalczył trzykrotnie podwójną koronę (mistrzostwo i Puchar Niemiec: 2003, 2005, 2006) oraz Puchar Ligi (2004). Kontrakt z Bayernem zakończył się wraz z sezonem 2005/2006. Następnie przeszedł do Santos FC. W czerwcu 2007 powrócił do Europy, podpisując ponownie kontrakt z Bayernem Monachium. Po zakończeniu sezonu 2008/2009 nie przedłużył swojego kontraktu i z wolnego transferu przeszedł do Hamburgera SV.
2 kwietnia 2011 pobił rekord w liczbie meczów rozegranych na boiskach Bundesligi przez obcokrajowca (331).
11 lipca 2011 podpisał dwuletni kontrakt z klubem Al-Gharafa.

## Kariera reprezentacyjna
Jest wielokrotnym reprezentantem Brazylii (84 występy i 6 goli). Zdobył m.in. wicemistrzostwo świata w 1998, mistrzostwo Ameryki Południowej w 1997 i 1999 oraz Puchar Konfederacji w 2005.